# Oakville (Ontario)
Pour les articles homonymes, voir Oakville.
Oakville est une ville d'environ 182 000 habitants fondée en 1827, et située au sud de la province de l'Ontario au Canada. La ville fait partie de la région de Halton et de l'aire urbaine de Toronto, la plus grande ville du Canada.
Oakville est située au bord du lac Ontario. Elle possède 1 328 hectares de parcs et 126 kilomètres de chemins de promenade.
La ville est le siège de Ford Canada et des grandes chaines de restaurants Restaurant Brands International (Tim Hortons et Burger King), Wendy's Canada et Teriyaki Experience.

## Démographie
Selon le recensement du Canada de 2011 Oakville compte 182 520 résidents, Cela représente un accroissement de 10,2 % depuis le recensement de 2006.
D'après les données du recensement de 2001 Oakville est multiethnique. Du fait de sa proximité avec Toronto, la ville se développe en se diversifiant. Les minorités visibles (population non blanche) est faite d'asiatiques (Indiens) 4,3 %, Chinois 2,2 %, et noirs 1,9 %. La population interraciale grossit et représente un total de 1,4 %.
79,4 % des résidents se déclaraient chrétiens, répartis pratiquement de façon égale entre catholiques romains et protestants (incluant les anglicans). Les religions non chrétiennes incluent les musulmans : 2,0 %, hindous : 1,3 %, sikh : 1,1 %, et juifs : 0,7 %. 14 % indiquaient être sans religion.
La population d'Oakville était légèrement plus jeune que la moyenne du Canada lors du recensement de 2011, avec un âge médian de 40,2 ans. Quelque 19,6 % de la population était faite d'enfants (0 - 14 ans), alors que les habitants de plus de 65 ans représentaient 12,9 %,,.
Le revenu moyen par foyer en 2001 était de 83 982 $ et le prix moyen d'une maison était de 306 209 $.
| 2001    | 2006    | 2011    | 2016    |
| ------- | ------- | ------- | ------- |
| 144 738 | 165 613 | 182 520 | 193 832 |

## Éducation
Oakville dispose d'une variété d'écoles élémentaires et secondaires privées et publiques, et est couvert par les conseils scolaires suivants : Halton District School Board, Halton Catholic District School Board, Conseil scolaire Viamonde, et Conseil scolaire catholique MonAvenir.
Au 1430 route Trafalgar se trouve depuis 1970 le collège Sheridan (Sheridan College Institute of Technology and Advanced Learning), un institut renommé[réf. nécessaire] d'enseignement pour l'animation et les affaires. Le campus d'Oakville est fréquenté par environ 8380 étudiants. C'est l'unique établissement d'enseignement supérieur de la ville.

## Transport
- Oakville Transit assure le service de bus local.
- Le train de banlieue GO Transit a deux arrêts : Bronte et Oakville.
- VIA Rail assure le service le long de la ligne Windsor - Québec

## Personnes célèbres d'Oakville
- Susan Aglukark, chanteuse inuk
- Allie X (Alexandra Ashley Hughes), chanteuse pop
- Anjulie (en), chanteuse pop
- Donovan Bailey, champion olympique et record du monde du 100 m
- Jeff Batchelor, snowboardeur
- Kyle Bekker, joueur de soccer
- Evan Bouchard, joueur de hockey sur glace
- Lindy Booth, actrice
- Tom Cochrane, auteur et chanteur rock
- Arlene Duncan (en) : actrice, chanteuse
- Jamie Hickox joueur de squash
- James Hinchcliffe, pilote automobile
- Jason Kenney, député de Calgary-Sud-Est
- Steve Mason, joueur de hockey sur glace
- Miriam McDonald, actrice
- Sean Morley dit Val Venis ou The Big Valbowski, catcheur
- Adam van Koeverden, champion olympique de kayak

## Culture
Le groupe rock Saga s'est formé à Oakville en 1977.
Oakville est jumelée aux villes de Dorval (Québec) et Neyagawa (Japon) et a nommé deux rues majeures d'après ces villes.